# إدوارد فيرير
إدوارد فيرير (بالفرنسية: Édouard Frère)‏ هو أمين مكتبة ومؤرخ فرنسي، ولد في 27 سبتمبر 1797 في روان في فرنسا، وتوفي بنفس المكان في 7 أبريل 1874.